# Aluminaut
L'Aluminaut (construit en 1964) était le premier sous-marin en aluminium au monde. Il est maintenant préservé au Science Museum of Virginia (en) à Richmond en tant que navire musée

## Historique
Ce sous-marin de sauvetage expérimental de haute mer a été construit par Reynolds Metals Company, qui cherchait à promouvoir l'utilité de l'aluminium. Aluminaut était basé à Miami, en Floride, et a été exploité de 1964 à 1970 par Reynolds Submarine Services, effectuant des travaux contractuels pour l'United States Navy et d'autres organisations, dont le biologiste marin Jacques-Yves Cousteau.
Aluminaut est surtout connu pour avoir aidé à récupérer une bombe à hydrogène américaine non armée perdue en 1966 lors d'un crash aérien durant un ravitaillement aérien entre un Boeing B-52 Stratofortress du Strategic Air Command et un avion ravitailleur Boeing KC-135 Stratotanker de l'US Air Force 
Il a aussi servi à récupérer son plus petit véhicule de submersion profonde, le DSV Alvin  en 1969, après qu'Alvin ait été perdu et ait coulé dans l'océan Atlantique l'année précédente.
Aluminaut a effectué d'autres travaux pour la marine américaine, récupérant une torpille à réseau de 950 kg dans les installations d'essais acoustiques de la marine aux Bahamas. Il a participé à la réalisation de films pour les studios Jacques-Yves Cousteau et Ivan Tors. Des profondeurs allant jusqu'à 1.800 m ont été atteintes lors d'un levé pour le US Naval Oceanographic Office.

## Préservation
Après sa retraite, Aluminaut a été  offert par Reynolds Metals Company au musée scientifique de Virginie à Richmond, où il est exposé en permanence. Cependant, le submersible continue d'être entretenu au cas où il devrait être remis en service actif.

## Galerie

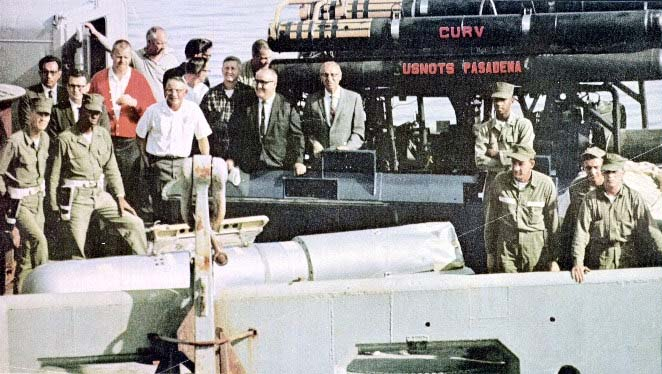
Bombe H récupéré (sur l'USS Petrel)
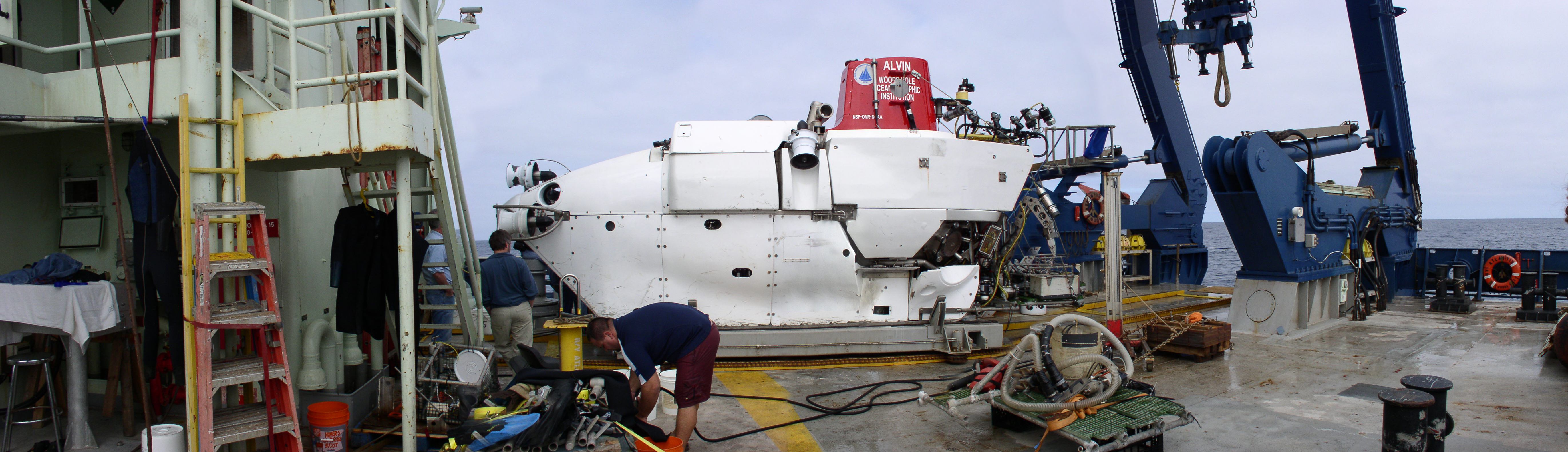
DSV Alvin sur le pont du RV Atlantis (AGOR-25)